# Shūeisha

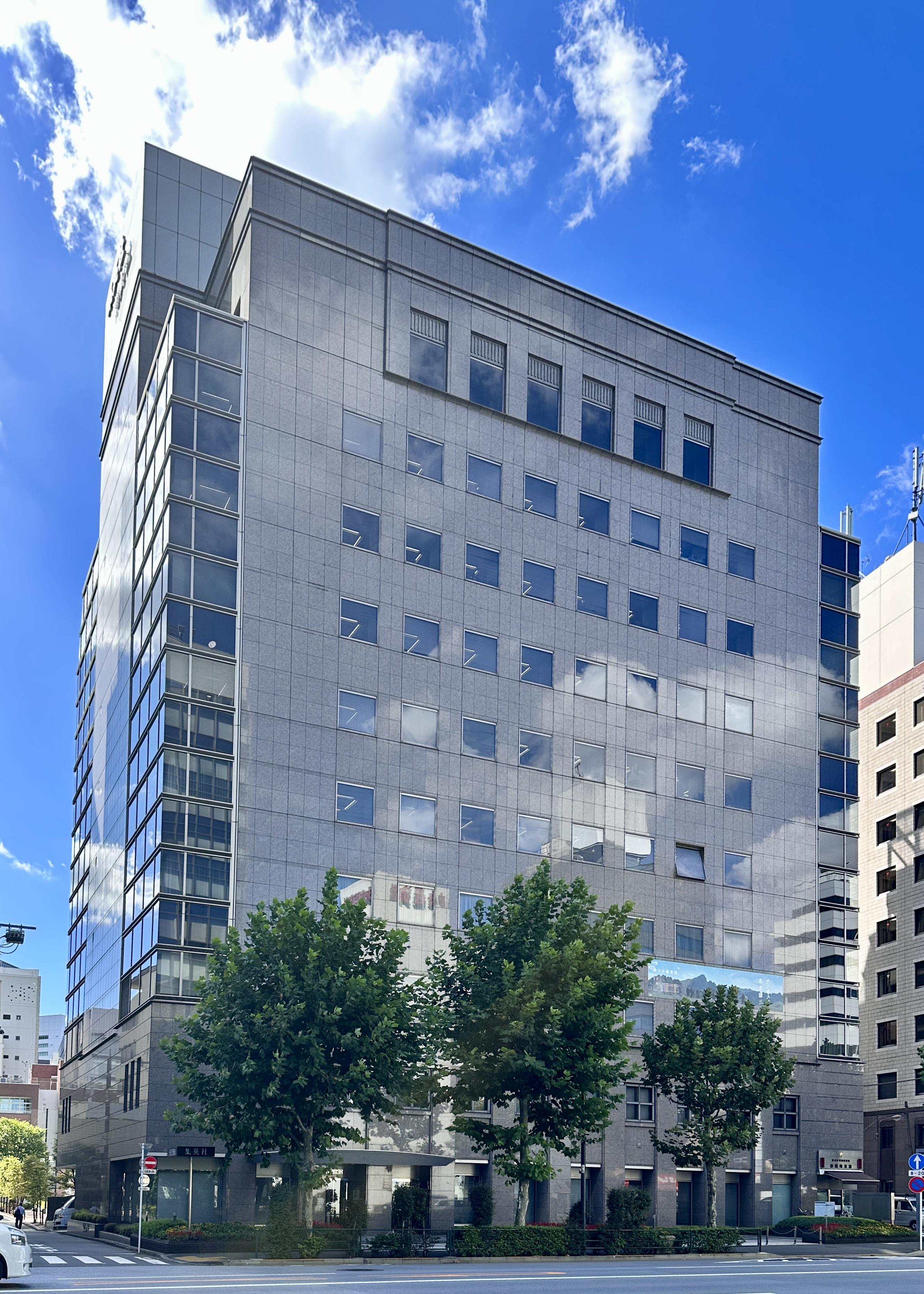
Shueisha-Jimbocho-Gebäude in Chiyoda, Tokio, 2023

Shūeisha (japanisch 株式会社 集英社 Kabushiki-gaisha Shūeisha, englisch Shueisha Inc.) ist einer der großen japanischen Verlage. Er gehört auch zu den größten Herausgebern von Mangas in Japan. Neben Shōgakukan und Hakusensha gehört der Verlag zum Keiretsu des Familienkonzern der Hitotsubashi Group.
Die Hauptgeschäftsstelle des Verlages befindet sich in Tokio. Shūeisha wurde 1925 als „Unterhaltungsabteilung“ (englisch entertainment division) von Shōgakukan-Verlag gegründet. 1926 wurde die Abteilung als eigenständiges Verlagsunternehmen Shūeisha von Mutterunternehmen Shōgakukan unabhängig. 1949 wurde das Unternehmen schließlich in eine Aktiengesellschaft umgewandelt. Im Juli 1968 erschien die erste Ausgabe des Manga-Magazins Shōnen Jump, das später das meistgekaufte Manga-Magazin Japans wurde. Shūeisha verlegt außerdem die japanische Ausgabe des Playboy-Magazins.
Der amerikanische Verlag Viz Media, der zu den größten Manga-Verlagen in Amerika zählt, ist ein Subunternehmen von Shūeisha und Shogakukan. 2005 konnte der Tokyopop-Verlag einen Vertrag mit Shūeisha abschließen, der Tokyopop exklusiv die Veröffentlichung deutscher Ausgaben von Manga-Titeln wie Death Note, Bleach, The Prince of Tennis und anderen ermöglicht.

## Manga-Magazine
- Aharen-san wa Hakarenai
- Allman (eingestellt) – veröffentlichte unter anderem Family Compo
- Bessatsu Margaret – Akuma de Sōrō, Lovely Complex und Renai Catalogue
- Bouquet (eingestellt)
- Business Jump – Battle Angel Alita und Sing Yesterday for Me
- Chorus – Pride und Aruyoudenai Otoko
- Cookie – NANA und Honey Bitter
- Crimson – Diabolo und Planet Ladder
- Eyes (eingestellt) – Alichino
- Jump SQ – Blue Exorcist
- Jump X
- Margaret – Die Rosen von Versailles, Swan, Attack No. 1 und Hana Yori Dango
- Monthly Shōnen Jump (eingestellt) – Neko Majin Z und Steam Detectives
- Ribon – Kamikaze Kaito Jeanne, Gokinjo Monogatari, Kodomo no Omocha und Marmalade Boy
- Seventeen (eingestellt)
- Shōnen Jump – Dragonball, JoJo’s Bizarre Adventure, Naruto, One Piece, Slam Dunk, City Hunter, Dr. Slump, Kenshin und Bleach
- Super Jump – Golden Boy
- The Margaret
- Ultra Jump – Agharta, Battle Angel Alita: Last Order, JoJo’s Bizarre Adventure und Tenjo Tenge
- You – Gokusen und Pokka Poka
- V Jump – Digimon Next, Yu-Gi-Oh! GX und Yu-Gi-Oh! R
- Young Jump – Gantz, Kirara und Elfen Lied
- Young You – Honey and Clover und Papa told Me

## Andere Zeitschriften
- Pinky
- Seventeen (japanische Zeitschrift)
- Weekly Playboy (週刊プレイボーイ Shūkan Pureiboi)

## Jump Festa
Erstmals 1999 und ab 2003 alljährlich ist der Verlag Ausrichter der Hausmesse Jump Festa auf der sich auch Anime-Studios und Videospiel-Entwickler präsentieren, die Serien des Verlags in diesen Medien umsetzen.